# Davnorubicin
Dávnorubicín je antibiotični citostatik iz skupine antraciklinov, zaviralec DNK-topoizomeraze tipa II. Med njegovimi neželenimi učinki je tudi kardiotoksičnost. Uporablja se pri zdravljenju akutnih levkemij.
Poleg običajnega davnorubicina je na tržišču tudi liposomalni davnorubicin. Formulacija v obliki liposomov izboljša farmakokinetične lastnosti učinkovine in pri bolniku je kljub večjemu skupnemu odmerku prejetega zdravila tveganje za kardiotoksičnost manjše.

## Uporaba
Davnorubicin se uporablja pri zdravljenju akutnih levkemij, in sicer akutne mieloične in akutne limfoblastne levkemije.
V liposomalni obliki se uporablja tudi za zdravljenje Kaposijevega sarkoma.

## Mehanizem delovanja
Podobno kot doksorubicin vpliva tudi davnorubicin na celično DNK, in sicer z interkalacijo zavre njeno biosintezo. Prepreči delovanje topoizomeraze II, ki omogoči odvitje supervijačnice DNK ter s tem njeno prepisovanje. Davnorubicin stabilizira kompleks topoizomeraze II in DNK, zato se dvojnovijačna DNK skompleksa ne more sprostiti in nadalje podvajati.

## Neželeni učinki
Med pogostimi neželenimi učinki so:
- nevtropenija (zmanjšano število belih krvničk), ki poveča dovzetnost za okužbe),
- utrujenost in zadihanost zaradi slabokrvnosti,
- slabost in bruhanje,
- izpadanje las in dlak,
- vnetje ustne sluznice,
- rdečkast seč, ki ne povzroča škodljivih učinkov in izzveni,
- prehodna amenoreja pri ženskah,
- neplodnost.

Nevaren, a redek neželeni učinek je vpliv na delovanje srca. Kardiotoksični učinki se lahko pojavijo tudi več let po končanju zdravljenja in bolnik lahko v svojem življenju prejme le določen skupni odmerek zdravila.